# Sezon snookerowy 2008/2009
Poniższa tabela przedstawia uczestników finałów głównych turniejów w sezonie 2008/2009.
| Data                              | Turniej                         | Miejsce rozgrywek                                  | Zwycięzca         | Drugie miejsce    | Wynik  |
| --------------------------------- | ------------------------------- | -------------------------------------------------- | ----------------- | ----------------- | ------ |
| 24 sierpnia - 31 sierpnia         | Northern Ireland Trophy         | Waterfront Hall, Belfast                           | Ronnie O’Sullivan | Dave Harold       | 9 – 3  |
| 29 września - 5 października      | Roewe Shanghai Masters          | Grand Stage, Szanghaj                              | Ricky Walden      | Ronnie O’Sullivan | 10 – 8 |
| 11 października - 19 października | Royal London Watches Grand Prix | Scottish Exhibition and Conference Centre, Glasgow | John Higgins      | Ryan Day          | 9 – 7  |
| 8 listopada - 15 listopada        | Bahrain Championship            | Bahrain International Exhibition Centre, Manama    | Neil Robertson    | Matthew Stevens   | 9 – 7  |
| 13 grudnia - 21 grudnia           | UK Championship                 | Telford International Centre, Telford              | Shaun Murphy      | Marco Fu          | 10 – 9 |
| 11 stycznia - 18 stycznia         | Masters                         | Wembley Arena, Londyn                              | Ronnie O’Sullivan | Mark Selby        | 10 – 8 |
| 16 lutego - 22 lutego             | Welsh Open                      | Newport Centre, Newport                            | Allister Carter   | Joe Swail         | 9 – 5  |
| 30 marca - 5 kwietnia             | World Snooker China Open        | Uniwersytet Pekiński, Pekin                        | Peter Ebdon       | John Higgins      | 10 – 8 |
| 18 kwietnia - 4 maja              | World Snooker Championship      | Crucible Theatre, Sheffield                        | John Higgins      | Shaun Murphy      | 18 – 9 |
| Cały sezon                        | Premier League                  | Hopton-on-Sea (Szkocja)                            | Ronnie O’Sullivan | Mark Selby        | 7-2    |